# ریک‌هولت
ریک‌هولت (به هلندی: Rijckholt) یک روستا در هلند است که در لیمبورخ واقع شده‌است. ریک‌هولت ۱٬۰۲۳ نفر جمعیت دارد.